# Coenosia impunctata
Coenosia impunctata este o specie de muște din genul Coenosia, familia Muscidae, descrisă de Malloch în anul 1920.
Este endemică în Washington. Conform Catalogue of Life specia Coenosia impunctata nu are subspecii cunoscute.